# Yeongo-myeon
Yeongo-myeon (koreanska: 영오면) är en socken i kommunen Goseong-gun i provinsen Södra Gyeongsang i den södra delen av Sydkorea, 295 km söder om huvudstaden Seoul.